# یواس‌اس مصتیک (ای‌ان-۴۶)
یواس‌اس مصتیک (ای‌ان-۴۶) (به انگلیسی: USS Mastic (AN-46)) یک کشتی بود که طول آن 194' 6" بود. این کشتی در سال ۱۹۴۴ ساخته شد.